# أولاد برحيل (المراكشية 1)
أولاد برحيل هو دُوَّار يقع بجماعة عين السبيت، إقليم الخميسات، جهة الرباط سلا القنيطرة في المملكة المغربية. ينتمي الدوّار لمشيخة المراكشية 1 التي تضم 3 دواوير. يقدر عدد سكانه بـ 341 نسمة حسب الإحصاء الرسمي للسكان والسكنى لسنة 2004.

## روابط خارجية
- البوابة الوطنية للجماعات الترابية
- المندوبية السامية للتخطيط